# Calyptomyrmex emeryi
Calyptomyrmex emeryi é uma espécie de formiga do gênero Calyptomyrmex, pertencente à subfamília Myrmicinae.